# Köthener Straße 3

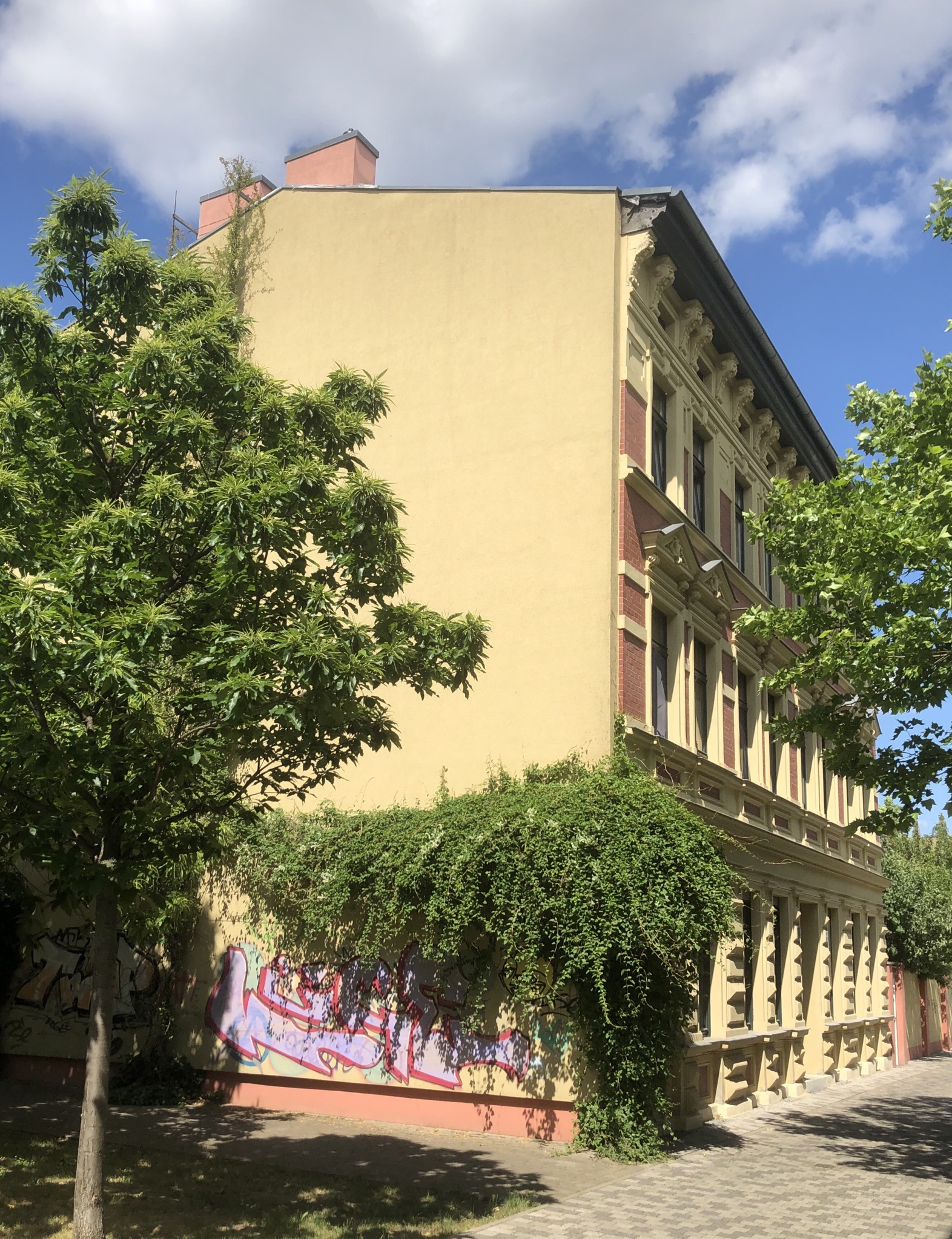
Köthener Straße 3 in Magdeburg; Blick von Südwesten, 2020

Das Gebäude Köthener Straße 3 ist ein denkmalgeschütztes Wohnhaus in Magdeburg in Sachsen-Anhalt.

## Lage
Das Wohnhaus befindet sich auf der Nordseite der Köthener Straße im Magdeburger Stadtteil Buckau.

## Architektur und Geschichte
Der dreieinhalbgeschossige Bau entstand im Jahr 1891 durch den Zimmermeister Rudolf Reinhardt im Auftrag des Lederhändlers Fr. Bock. Die repräsentative Fassade ist achtachsig im Stil der Neorenaissance ausgeführt. Am Erdgeschoss des aus Ziegeln errichteten Hauses befindet sich Diamantrustika. Im ersten Obergeschoss sind die Fensteröffnungen jeweils der beiden äußersten Achsen links und rechts mit einem Dreiecksgiebel bekrönt.
Im örtlichen Denkmalverzeichnis ist das Wohnhaus unter der Erfassungsnummer 094 15967 als Baudenkmal verzeichnet.
Das Gebäude ist das letzte erhaltenen Gebäude einer ursprünglichen kompletten Straßenzeile aus der Gründerzeit und gilt als Beispiel eines typischen Mietshauses der Bauzeit.